# Vultur pescar din Madagascar
Vulturul pescar din Madagascar (Icthyophaga vociferoides) este o specie de pasăre accipitriformă din familia Accipitridae, endemică Madagascarului, aflată în pericol critic de dispariție.